# 加泽耶河
加泽耶河（法語：Gazeille，法語發音：[ɡazɛj]），又称格拉泽耶河（Grazeille，[ɡʁazɛj]），是法国奥弗涅-罗讷-阿尔卑斯大区上卢瓦尔省的河流，是卢瓦尔河的右支流，长27.2千米，发源自莱塞斯塔布勒与博雷的交界处，于沙德龙流入卢瓦尔河。